# 지구촌 오늘
지구촌 오늘은 KBS 1라디오에서 방송했던 국제 시사 프로그램이다.

## 역사
2000년 11월 6일에 첫방송을 시작했으며, 원래는 아침 8시 35분에 방송됐으나, 2008년 11월 17일부터 오후 3시 10분으로 시간대를 이동하여 방송하다가, 2009년 10월 24일 방송을 마지막으로 9년만에 폐지되었다.

## 역대 방송시간
| 방송 채널   | 방송 기간                           | 방송 시간                       |
| ----------- | ----------------------------------- | ------------------------------- |
| KBS 1라디오 | 2000년 11월 6일 ~ 2008년 11월 15일  | 월~토요일 아침 8:35 ~ 아침 8:58 |
| KBS 1라디오 | 2008년 11월 17일 ~ 2009년 10월 24일 | 월~토요일 오후 3:10 ~ 오후 3:58 |

## 지역 방송국 프로그램
| 프로그램               | 지역       | 방송국  | 진행자         |
| ---------------------- | ---------- | ------- | -------------- |
| 정보와이드             | 춘천시     | KBS춘천 | 김혜정         |
| 남도투데이             | 광주광역시 | KBS광주 | 강은이, 임정섭 |
| 시사강원               | 강릉시     | KBS강릉 | 김경미         |
| 전북은 지금            | 전라북도   | KBS전주 | 김수진         |
| 동해안 네트워크        | 포항시     | KBS포항 | 황진           |
| 생방송 대전입니다      | 대전광역시 | KBS대전 | 김연선         |
| 생방송 오늘 원주입니다 | 원주시     | KBS원주 | 유연배         |
| 생방송 충청은 지금     | 청주시     | KBS청주 | 이영진         |
| 생방송 충청은 지금     | 충주시     | KBS충주 | 김경희         |
| 즐거운 라디오          | 안동시     | KBS안동 | 오세창         |
| 시사매거진 진주투데이  | 진주시     | KBS진주 | 양가희         |